# Scotogramma magaera
Scotogramma magaera là một loài bướm đêm trong họ Noctuidae.